# Siparuna bifida
Siparuna bifida, também conhecido como caaá-pitiú ou capitiú-da-mata, é uma espécie de planta do gênero Siparuna e da família Siparunaceae.  In vivo exala forte odor.
Caracteriza-se pela inflorescência em cima bífida, receptáculo frutífero tuberculado e tricomas estrelados não lepidotos e simples.  Assemelha-se a Siparuna cervicornis, que
també, é dioica e apresenta cimas bífidas. Diferenciam-se pelo receptáculo
frutífero liso e indumento denso, estrelado-lepidoto na face abaxial das folhase inflorescência em S. cervicornis.
Também tem semelhanças com Siparuna reginae, com a qual compartilha a inflorescência bífida e o receptáculo frutífero
tuberculado. Mas podem ser diferenciadas pelo indumento mais denso de tricomas
em tufos na face abaxial das folhas, flores de maiores dimensões e o
sistema sexual monoico em S. reginae.
Siparuna
bífida ocorre na Venezuela, Peru, Brasil e Bolívia. Em Caldas Novas, Goiás, é reportada como de
uso medicinal.  

## Taxonomia
A espécie foi descrita em 1868 por Alphonse Pyramus de Candolle. 
Os seguintes sinônimos já foram catalogados:  
- Citriosma bifida  Poepp. & Endl.
- Siparuna glossostyla  Perkins

## Forma de vida
É uma espécie terrícola, arbustiva e arbórea. 

## Descrição
A espécie forma arbustos ou arvoretas dioicas, de 1,3-7 metros de altura, de até 7 centímetros, caule único ou ramificado desde a base, ramos jovens cilíndricos, cobertos por tricomas amarelados a ferrugíneos. 
Ela tem folhas opostas, pecíolo 1-8 centímetros, cilíndrico; lâmina obovada, elíptica,base cordada, auriculada, arredondada, obtusa ou aguda, ápice obtuso a acuminado, raro arredondado, apículo até 1 centímetro de comprimento, margem denticulada, serrilhada ou crenada. Quando seca, é verde-amarelada a castanho-esverdeada (nos espécimes do domínio do cerrado) e verde-amarronzada ou enegrecidas (nos espécimes do domínio da mata atlântica). 
É cartácea, em ambas as superfícies densamente pubescente, aveludada ao toque (nos espécimes do domínio do cerrado), ou mais ou menos pubescente em ambas as faces, ou esparsamente pubescente na face adaxial (nos espécimes de matas no domínio da mata atlântica), tricomas em tufos, nervuras secundárias 7-9 pares, aparentes na face adaxial, ligeiramente proeminentes ou salientes na face abaxial. 
Ela tem de 1-2 cimas axilares, pendente e com tricomas em tufos, mais ou menos abundantes; pedúnculo 3 a 6 milímetros, brácteas com cerca de 0,5 milímetros, triangulares, flores amarelo-esverdeadas. Flores estaminadas com pedicelo de 2 a 4 milímetros; receptáculo subgloboso a urceolado, 1-2 x 1,2-2.4 milímetros ( de comprimento x diâmetro), indumento como nas cimas,  4 a 5  tépalas, triangulares, 0.8-1.2 milímetros de comprimento, na face adaxial com pouco a muitos tricomas em tufos, vélum  cônico, glabro, mais ou menos elevado e frequentemente formando uma borda vertical em volta do poro floral, 1-12 estames  Ela tem flores pistiladas pedicelo de 1,3 a 3,2 milímetros, subglobosas, 1.9-3.2 x 2-3,2 milímetros (compr x de diâmetro,), indumento como nas cimas, vélum elevado, na antese excedendo o receptáculo, separada por um sulco do tubo em torno dos estiletes (vélum duplo, primeira dobra cônica e carnosa formando anel alongado entorno dos estigmas, na antese, segunda cilíndrica e membranácea), glabro, 10 a 15 carpelos . 
Tem receptáculo frutífero subgloboso, esparso piloso ou glabrescente, coroado pelas tépalas persistentes, imaturo verde com pontos vermelhos, quando maduros purpúreos com pontos claros, internamente rosado e odor forte, quando secos enegrecidos com as drupéolas de modo geral protuberantes. Tem drupéolas frescas cinza-azuladas, brilhantes, com arilo estilar vermelho disposto na porção superior-lateral.  
| Folha                                     | Folha                      |
| ----------------------------------------- | -------------------------- |
| filotaxia                                 | oposta                     |
| formato                                   | oblonga/lanceada/elíptica  |
| base                                      | cuneada/obtusa/arredondada |
| ápice                                     | acuminado                  |
| margem                                    | inteira                    |
| tricoma                                   | simples/estrelado          |
| indumento na face adaxial                 | glabrescente/pubérulo      |
| indumento na face abaxial                 | glabrescente/pubérulo      |
| Inflorescência                            |                            |
| planta                                    | dioica                     |
| tipo da inflorescência                    | cima bífida                |
| indumento                                 | pubérulo/tomentoso         |
| tricoma                                   | estrelado/simples          |
| Flor                                      |                            |
| formato do receptáculo da flor estaminada | cupuliforme/obcônico       |
| formato da tépala da flor estaminada      | obsoleta                   |
| formato do receptáculo da flor pistilada  | obcônico                   |
| formato da tépala da flor pistilada       | obsoleta                   |
| estilete                                  | livre                      |
| Fruto                                     |                            |
| receptáculo frutífero                     | deiscente                  |
| superfície do receptáculo frutífero       | tuberculado                |
| drupéola                                  | sem arilo estilar          |

## Conservação
A espécie faz parte da Lista Vermelha das espécies ameaçadas do estado do Espírito Santo, no sudeste do Brasil. A lista foi publicada em 13 de junho de 2005 por intermédio do decreto estadual nº 1.499-R. 

## Distribuição
A espécie é encontrada nos estados brasileiros de Acre, Amazonas, Bahia, Distrito Federal, Espírito Santo, Goiás, Minas Gerais, Mato Grosso, Pará, Paraná, Rio de Janeiro, Rondônia, São Paulo e Tocantins. 
Em termos ecológicos, é encontrada nos  domínios fitogeográficos de Floresta Amazônica, Cerrado e Mata Atlântica, em regiões com vegetação de floresta estacional semidecidual e floresta ombrófila pluvial.